# Municipio Presto
Das Municipio Presto ist ein Verwaltungsbezirk im Departamento Chuquisaca im südamerikanischen Anden-Staat Bolivien.

## Lage im Nahraum
Das Municipio Presto ist eines von vier Municipios der Provinz Jaime Zudáñez und liegt im nordwestlichen Teil der Provinz. Es grenzt im Norden an das Departamento Cochabamba, im Westen an die Provinz Oropeza, im Süden an das Municipio Zudáñez und im Osten an das Municipio Mojocoya.
Das Municipio umfasst 156 Gemeinden (localidades), der zentrale Ort des Municipios ist die Ortschaft Presto mit 2908 Einwohnern (Volkszählung 2012) im südwestlichen Teil des Municipios.

## Geographie
Das Municipio Presto liegt zwischen dem Altiplano im Westen und dem Tiefland im Osten in einem der nord-südlich verlaufenden Seitentäler der bolivianischen Cordillera Central. Das Klima der Region ist ein ausgesprochenes Tageszeitenklima, bei dem die Temperaturunterschiede zwischen Tag und Nacht deutlicher schwanken als die Durchschnittswerte zwischen Sommer und Winter.
Die jährliche Durchschnittstemperatur liegt bei 14 °C (siehe Klimadiagramm Azurduy), die Monatswerte schwanken zwischen 10 °C im Juni/Juli und 16 °C im Dezember/Januar. Der Jahresniederschlag hat einen Wert von knapp 550 mm, mit einer Trockenzeit und monatlichen Werten unter 10 mm von Mai bis August und Höchstwerten von 100 bis 110 mm von Dezember bis Februar.

## Bevölkerung
Die Einwohnerzahl ist zwischen 1992 und 2024 um etwa die Hälfte angestiegen:
| Jahr | Einwohner | Quelle       |
| ---- | --------- | ------------ |
| 1992 | 7.874     | Volkszählung |
| 2001 | 8.892     | Volkszählung |
| 2012 | 11.856    | Volkszählung |
| 2024 | 12.023    | Volkszählung |

Die Bevölkerungsdichte bei der letzten Volkszählung von 2024 betrug 9,0 Einwohner/km², der Alphabetisierungsgrad bei den über 6-Jährigen lag im Jahr 2001 bei 41,8 Prozent, und zwar 49,0 Prozent bei Männern und 32,8 Prozent bei Frauen. Die Lebenserwartung der Neugeborenen lag bei 51,1 Jahren, die Säuglingssterblichkeit ist bei 10,6 Prozent (1992) bis zum Jahr 2001 unverändert hoch geblieben.
22,7 Prozent der Bevölkerung sprechen Spanisch, 99,2 Prozent sprechen Quechua und 0,0 Prozent Aymara. (2001)
89,7 Prozent der Bevölkerung haben keinen Zugang zu Elektrizität, 90,3 Prozent leben ohne sanitäre Einrichtung (2001).
60,7 Prozent der 1.958 Haushalte besitzen ein Radio, 3,9 Prozent einen Fernseher, 6,9 Prozent ein Fahrrad, 0,4 Prozent ein Motorrad, 0,3 Prozent ein Auto, 1,7 Prozent einen Kühlschrank, und 0,1 Prozent ein Telefon. (2001)

## Politik
Ergebnis der bei den Regionalwahlen (concejales del municipio) vom 4. April 2010:
| Wahl- berechtigte |  | Wahl- beteiligung | gültige Stimmen |  | MAS-IPSP | MSM    |
| ----------------- |  | ----------------- | --------------- |  | -------- | ------ |
| 2.972             |  | 2.588             | 2.079           |  | 1.674    | 405    |
|                   |  | 87,1 %            | 80,3 %          |  | 80,5 %   | 19,5 % |

Ergebnis der Regionalwahlen (elecciones de autoridades políticas) vom 7. März 2021:
| Wahl- berechtigte |  | Wahl- beteiligung | gültige Stimmen |  | CST     | MAS-IPSP | C-A    | MNR    | BSTH   | UNIDOS |
| ----------------- |  | ----------------- | --------------- |  | ------- | -------- | ------ | ------ | ------ | ------ |
| 3.390             |  | 2.878             | 2.362           |  | 1.596   | 712      | 12.070 | 10.394 | 8.859  | 915    |
|                   |  | 84,90 %           | 82,07 %         |  | 67,57 % | 30,14 %  | 1,31 % | 0,47 % | 0,34 % | 0,17 % |

## Gliederung
Das Municipio umfasste bei der letzten Volkszählung von 2012 die folgenden drei Kantone (cantones):
- 01-0302-1 Kanton Presto – 83 Gemeinden – 7.387 Einwohner (2001: 5.458 Einwohner)
- 01-0302-2 Kanton Rodeo – 38 Gemeinden – 2.800 Einwohner (2001: 1.858 Einwohner)
- 01-0302-3 Kanton Pasopaya – 24 Gemeinden – 1.669 Einwohner (2001: 1.576 Einwohner)

## Ortschaften im Municipio Presto
- Kanton Presto
  - Presto 2908 Einw.

- Kanton Rodeo
  - Rodeo El Palmar 295 Einw.

- Kanton Pasopaya
  - Pasopaya 797 Einw.